# Paganismo

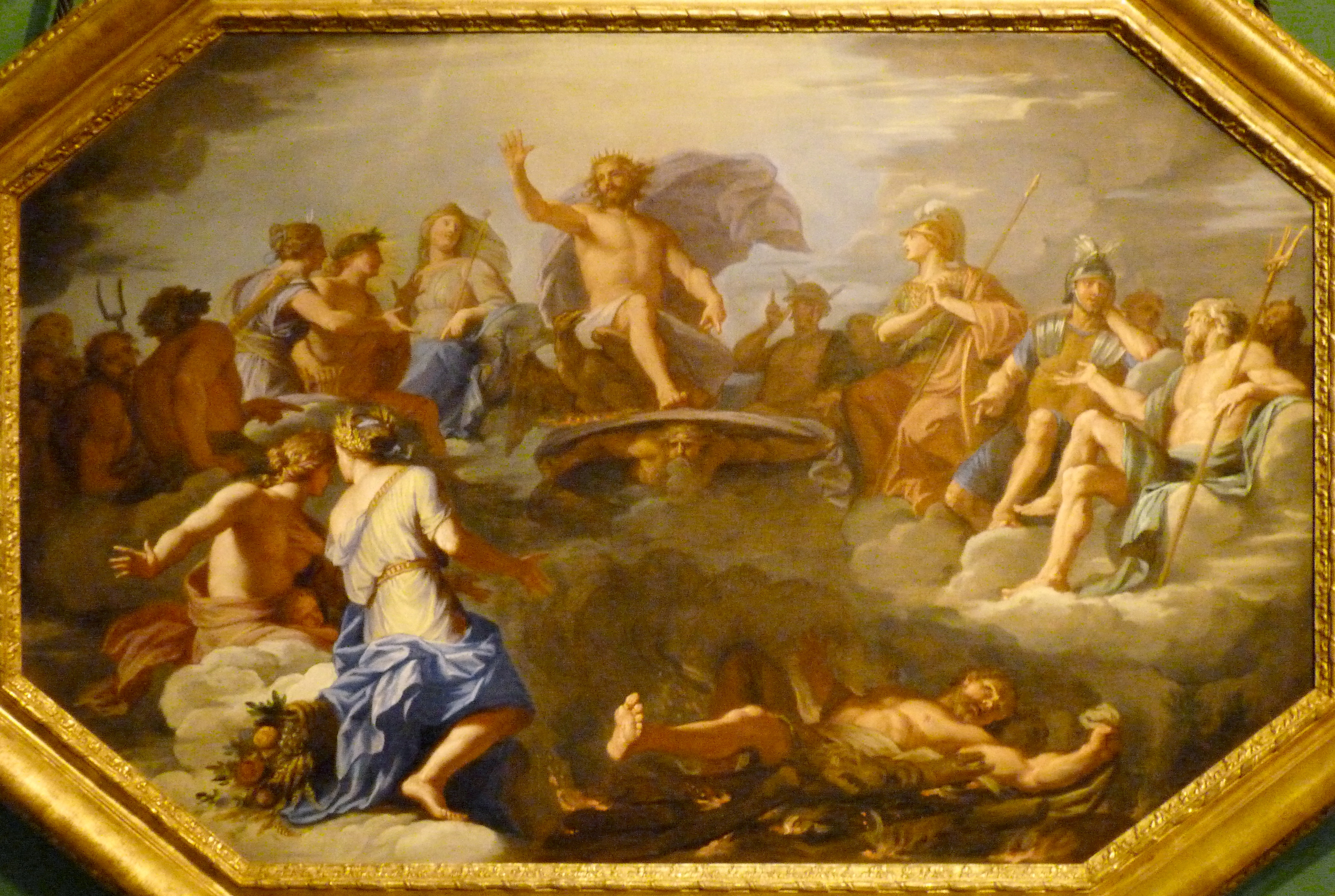
Los dioses olímpicos de la religión griega, considerados paganos por la Iglesia católica apostólica ortodoxa griega.

El paganismo es un concepto religioso genérico empleado por los cristianos desde el siglo IV, en el Imperio romano, para designar al conjunto de creencias que no pertenecían ni al cristianismo ni al judaísmo.
El término pagano (en latín paganus, significa 'campesinado', 'rústico', 'de aldea' o 'de pago') se utiliza por primera vez a principios del siglo V como apelativo vulgar para indicar a los adoradores de los dioses griegos, romanos o de otros pueblos del Imperio y que por ende, no admitían la creencia en el dios que cristianos y judíos consideraban  el único revelado a través de la Biblia. 
Con el apoyo del emperador Constantino I, a comienzos del siglo IV, y más tarde gracias a los edictos de Teodosio I, desde la década del 380, el cristianismo se convierte en la única religión oficial del Imperio. Los cambios religiosos se produjeron de manera inmediata en las urbes de Roma, pero tardaron en llegar a los lugares más alejados y menos poblados. Las zonas rurales eran llamadas pagus y sus habitantes paganus.
En similar sentido, se utiliza el término gentil, aunque su origen es diferente, ya que este es utilizado expresamente para indicar a alguien que no es judío.  Al traducirse la Biblia del  griego al latín (Vulgata), se eligió el término gēns (de donde deriva la palabra gente) para significar sucesivamente el linaje, la etnia, el pueblo y el país. En plural, gentes se utilizaba para designar a los extranjeros, en contraposición a los romanos, y en el mismo sentido se utilizó el diminutivo «gentiles», que aparece en la lengua francesa del siglo XV. De allí que en el cristianismo se adjudiquen a Pablo de Tarso, casi indistintamente, los títulos de «Apóstol de los gentiles», «Apóstol de la gente», «Apóstol de las naciones», o «Apóstol de los paganos».
El paganismo fue originalmente un término peyorativo y connotaba ampliamente la "religión del campesinado". Durante y después de la Edad Media, el término paganismo se aplicó a cualquier religión no abrahámica o desconocida, y el término aludía a una creencia en un dios falso.
El origen de la aplicación del término "pagano" al politeísmo es objeto de debate. En el siglo XIX, el paganismo fue adoptado como autodescriptor por miembros de diversos grupos artísticos inspirados en el mundo antiguo. En el siglo XX, pasó a ser aplicado como autodescriptor por practicantes del neopaganismo, movimientos paganos modernos y reconstruccionistas politeístas. Las tradiciones paganas modernas suelen incorporar creencias o prácticas, como el culto a la naturaleza, que difieren de las de las mayores religiones del mundo.
El conocimiento contemporáneo de las antiguas religiones y creencias paganas procede de varias fuentes, entre ellas antropológica Investigación de campo registros, la evidencia de artefactos arqueológicos, y los relatos históricos de los escritores antiguos con respecto a las culturas conocidas en la Antigüedad clásica. La mayoría de religiones paganas modernas existentes en la actualidad expresan una visión del mundo que es panteísta, panenteísta, politeísta o animista, pero algunas son monoteísta.

## Nomenclatura y etimología

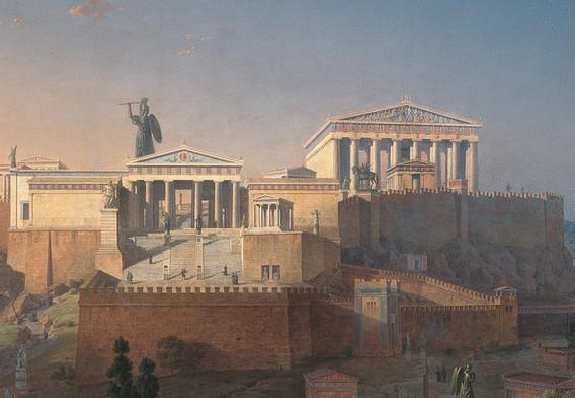
Reconstrucción del Partenón, en la Acrópolis de Atenas, Grecia

### Pagano
Es crucial subrayar desde el principio que, hasta el siglo XX, la gente no se llamaba a sí misma pagana para describir la religión que practicaba. La noción de paganismo, tal y como se entiende hoy en día, fue creada por la Iglesia cristiana primitiva. Era una etiqueta que los cristianos aplicaban a los demás, una de las antítesis centrales en el proceso de autodefinición cristiana. Como tal, a lo largo de la historia se utilizó generalmente en un sentido despectivo.
Owen DaviesPaganismo: A Very Short Introduction, 2011

El término pagano deriva del latín tardío paganus, recuperado durante el Renacimiento. Derivado a su vez del latín clásico pagus que originalmente significaba 'región delimitada por mojones', paganus también había pasado a significar 'del campo o relativo a él', 'habitante del campo', 'aldeano'; por extensión, 'rústico, 'inculto', 'yokel', 'bumpkin; en la jerga militar romana, 'no combatiente', 'civil', 'soldado no cualificado'. Está relacionado con pangere ('sujetar', 'fijar o afianzar') y en última instancia proviene del protoindoeuropeo *pag- ('fijar' en el mismo sentido):

La adopción de paganus por los cristianos latinos como término peyorativo y omnicomprensivo para los politeístas representa una victoria imprevista y singularmente duradera, dentro de un grupo religioso, de una palabra del argot latino originalmente desprovista de significado religioso. La evolución sólo se produjo en el Occidente latino y en relación con la Iglesia latina. En otros lugares, heleno o gentil (ethnikos) siguió siendo la palabra para pagano; y paganos continuó como un término puramente secular, con connotaciones de lo inferior y lo común.
Peter BrownLate Antiquity, 1999<

Los escritores medievales a menudo asumían que paganus como término religioso era el resultado de los patrones de conversión durante la cristianización de Europa, donde la gente de pueblos y ciudades se convertía más fácilmente que la de regiones remotas, donde las viejas costumbres tendían a permanecer. Sin embargo, esta idea tiene múltiples problemas. En primer lugar, el uso de la palabra para referirse a los no cristianos es anterior a ese periodo de la historia. En segundo lugar, el paganismo dentro del Imperio Romano se centraba en las ciudades. El concepto de un cristianismo urbano frente a un paganismo rural no se les habría ocurrido a los romanos durante el cristianismo primitivo. En tercer lugar, a diferencia de palabras como rusticitas, paganus aún no había adquirido plenamente los significados (de atraso inculto) utilizados para explicar por qué se habría aplicado a los paganos.
Es más probable que Paganus adquiriera su significado en la nomenclatura cristiana a través de la jerga militar romana (véase más arriba). Los primeros cristianos adoptaron motivos militares y se veían a sí mismos como Milites Christi (soldados de Cristo). Un buen ejemplo de que los cristianos siguen usando paganus en un contexto militar y no religioso se encuentra en el De Corona Militis XI.V de Tertuliano, donde se hace referencia al cristiano como paganus (civil): 
| Apud hunc [Christum] tam miles est paganus fidelis quam paganus est miles fidelis. | Con Él [Cristo] el ciudadano fiel es un soldado, así como el soldado fiel es un ciudadano. |

Paganus adquirió sus connotaciones religiosas a mediados del siglo IV. Ya en el siglo V, paganos se utilizaba metafóricamente para designar a las personas fuera de los límites de la comunidad cristiana. Tras el Saqueo de Roma por los visigodos poco más de quince años después de la persecución cristiana del paganismo bajo Teodosio I, se empezó a murmurar que los antiguos dioses habían cuidado más de la ciudad que el Dios cristiano. En respuesta, Agustín de Hipona escribió De Civitate Dei Contra Paganos ('La Ciudad de Dios contra los Paganos'). En ella, contraponía la "ciudad del hombre" caída a la "ciudad de Dios", de la que todos los cristianos eran ciudadanos en última instancia. Por lo tanto, los invasores extranjeros "no eran de la ciudad" o "rurales".
El término pagano no fue atestiguado en la lengua inglesa hasta el siglo XVII. Además de infiel y hereje', se utilizó como uno de los varios contrapartidas peyorativas cristianas de goy (גוי‎ / נכרי‎) como se usa en el judaísmo, y a kafir (كافر‎, 'incrédulo') y mushrik (مشرك‎, 'idólatra') como en el Islam. 

### Heleno
En el Imperio Romano de Occidente de habla latina de la recién cristianización del Imperio Romano, el griego koiné se asoció con la religión politeísta tradicional de la Antigua Grecia y fue considerado como una lengua extranjera (lingua peregrina) en occidente.  Hacia la segunda mitad del siglo IV en el Imperio bizantino de habla griega, los paganos eran -paradójicamente- más comúnmente llamados helenos (Ἕλληνες, lit. "Griegos") La palabra había dejado de utilizarse casi por completo en un sentido cultural. Conservó ese significado durante aproximadamente el primer milenio del cristianismo.

## Definición
El término paganismo es complejo, y para definirlo es importante comprender el contexto de su terminología asociada. Los primeros cristianos utilizaban dicho término para referirse a la diversidad de cultos que los rodeaban como un solo grupo, ya sea por razones de conveniencia o por retórica. Si bien el paganismo generalmente implica el politeísmo, la distinción principal entre paganos clásicos y cristianos no fue el número de deidades, ya que no todos los paganos eran "estrictamente" politeístas.
A lo largo de la historia, muchos de ellos creían en una deidad suprema (sin embargo, la mayoría de los paganos creían en una clase de dioses). Para los cristianos, la distinción más importante era si alguien adoraba o no al dios que según ellos (los cristianos) era el verdadero. Tanto los politeístas, monoteístas, agnósticos, ateos o ajenos a la Iglesia se definían como paganos.
Hacer referencia al paganismo como religiones indígenas precristianas no es soportado. No todas las tradiciones paganas históricas eran precristianas o indígenas de sus lugares de culto.
Debido a la historia del nombre, el paganismo tradicionalmente abarca las culturas colectivas del mundo clásico, incluyendo las tribus grecorromana, celta, germánica y eslava. Sin embargo, en el lenguaje moderno, dicho término se ha extendido hasta las tradiciones religiosas de las prehistoria.
El paganismo llegó a ser incluso comparado por los cristianos con un sentido de hedonismo, representando aquellos que son materialistas, autoindulgentes, despreocupados por el futuro y desinteresados en las religiones con más seguidores.

## Otros usos del término
El término pagano o gentiles y sus equivalentes en otros idiomas también han sido utilizados por corrientes cristianas para designar a otras que se definen como cristianas pero conservan cultos sincréticos que recuerdan al paganismo. Por ejemplo, en la Iglesia de Bizancio los iconoclastas consideraban paganismo el culto a las imágenes de los iconodulas. Para algunos protestantes el culto a los santos de la Iglesia ortodoxa, de la Iglesia copta, de la Iglesia anglicana y de la Iglesia católica, entre otras iglesias, sería una especie de paganismo. Igualmente, algunos eclesiásticos católicos europeos calificaban como semi-paganas las prácticas sincréticas de los nativos americanos o asiáticos evangelizados.
Durante siglos los textos que utilizan este término son principalmente cristianos. Sin embargo, desde el siglo XIX, el desarrollo de un ocultismo ilustrado en la civilización occidental ha llevado a que algunos cultos se definieran a sí mismos como paganos y recuperen antiguas tradiciones paganas europeas. Es lo que a veces se llama neopaganismo.
El término pagano también es empleado para referirse a otras religiones no monoteístas, tales como el hinduismo, el animismo, el vudú, las religiones afroamericanas, el chamanismo amerindio, el shinto, y la religión tradicional china.